# 相鉄ライフ 三ツ境
相鉄ライフ 三ツ境（そうてつライフ みつきょう）は、神奈川県横浜市瀬谷区にある相鉄本線三ツ境駅の駅ビルおよびショッピングを中心とした複合施設の名称。相鉄ビルマネジメントが相鉄線沿線で展開する「相鉄ライフ」の一つで、「三ツ境ライフ」と通称される。
また、道路を挟んで向かい側のカルチャーセンターなどが入る別棟も当施設の一部に含まれる。

## 概要
1986年（昭和61年）10月開業。三ツ境駅の北側にあるA棟（メイン施設）と三ツ境下草柳線（駅北側の道路）を挟んだB棟から構成される（※ビル名は相鉄三ツ境ビルA棟・B棟）。また、駅ビルでもあるA棟は相鉄本線上空にある橋上駅舎と一体整備されており、駅コンコースや駅前人工広場（2011年3月再整備完了）にも地上2階レベルで接続している。
なお、1963年（昭和38年）に開業した相鉄ストア（現・そうてつローゼン）は三ツ境が創業地であり、また当ビルの中に入る現在のそうてつローゼン三ツ境店は同系列店最大の中核店舗となっている。
A棟改装工事
改装工事のため2018年（平成30年）7月29日より一旦休業（※1階のそうてつローゼン食料品売場のみ以降も営業を継続、ただし同フロアも9月27日〜10月12日まで改装工事のため臨時休業し、10月13日に先行リニューアルオープン）し、同年11月22日には「相鉄ライフ 三ツ境」として全館がリニューアルオープンしている。

## フロア構成・テナント
店舗の詳細は当施設公式サイト内「フロアガイド」を参照。

### 相鉄三ツ境ビルA棟

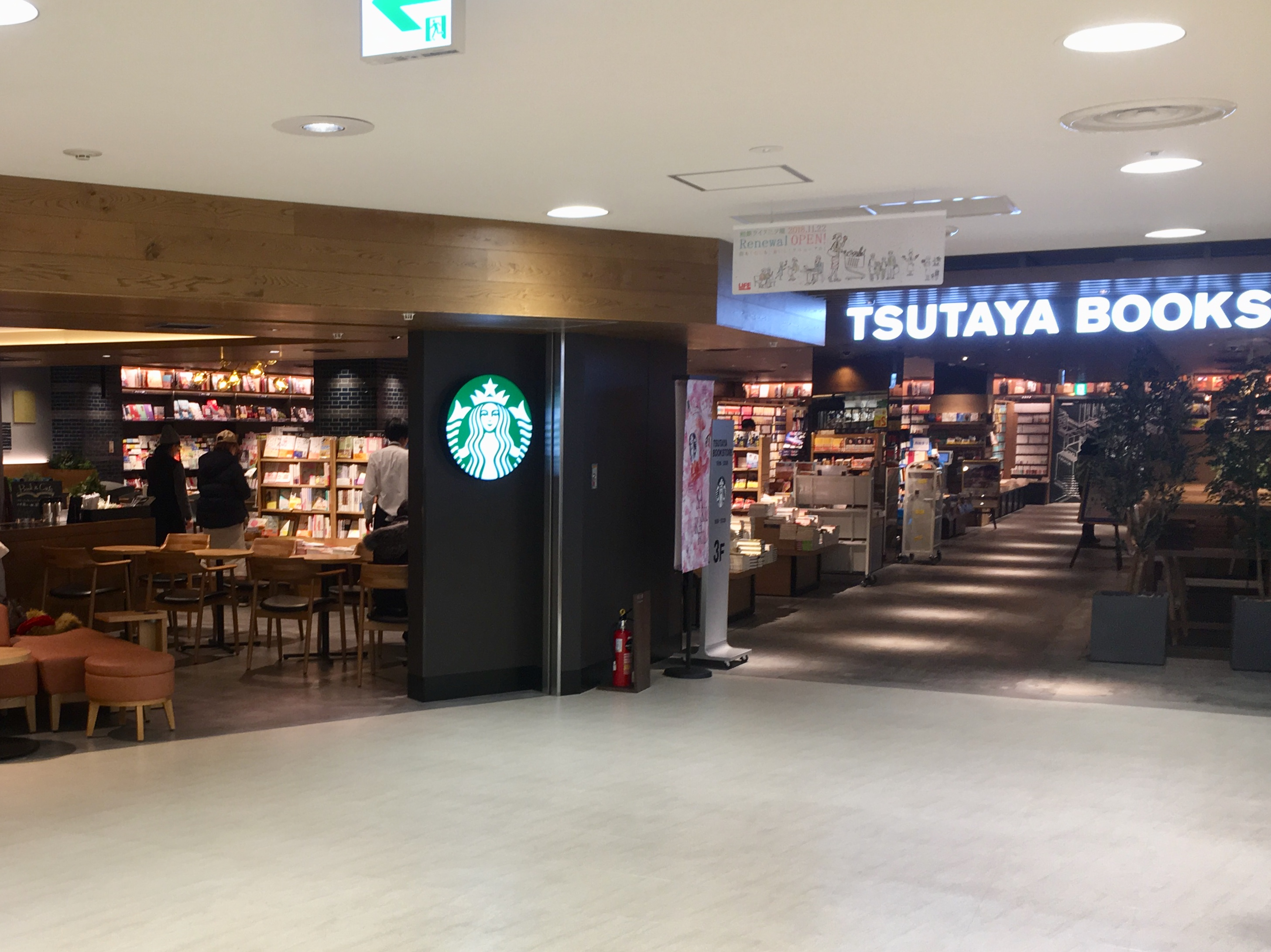
スターバックスコーヒー併設TSUTAYA BOOKSTORE（2019年2月19日撮影）

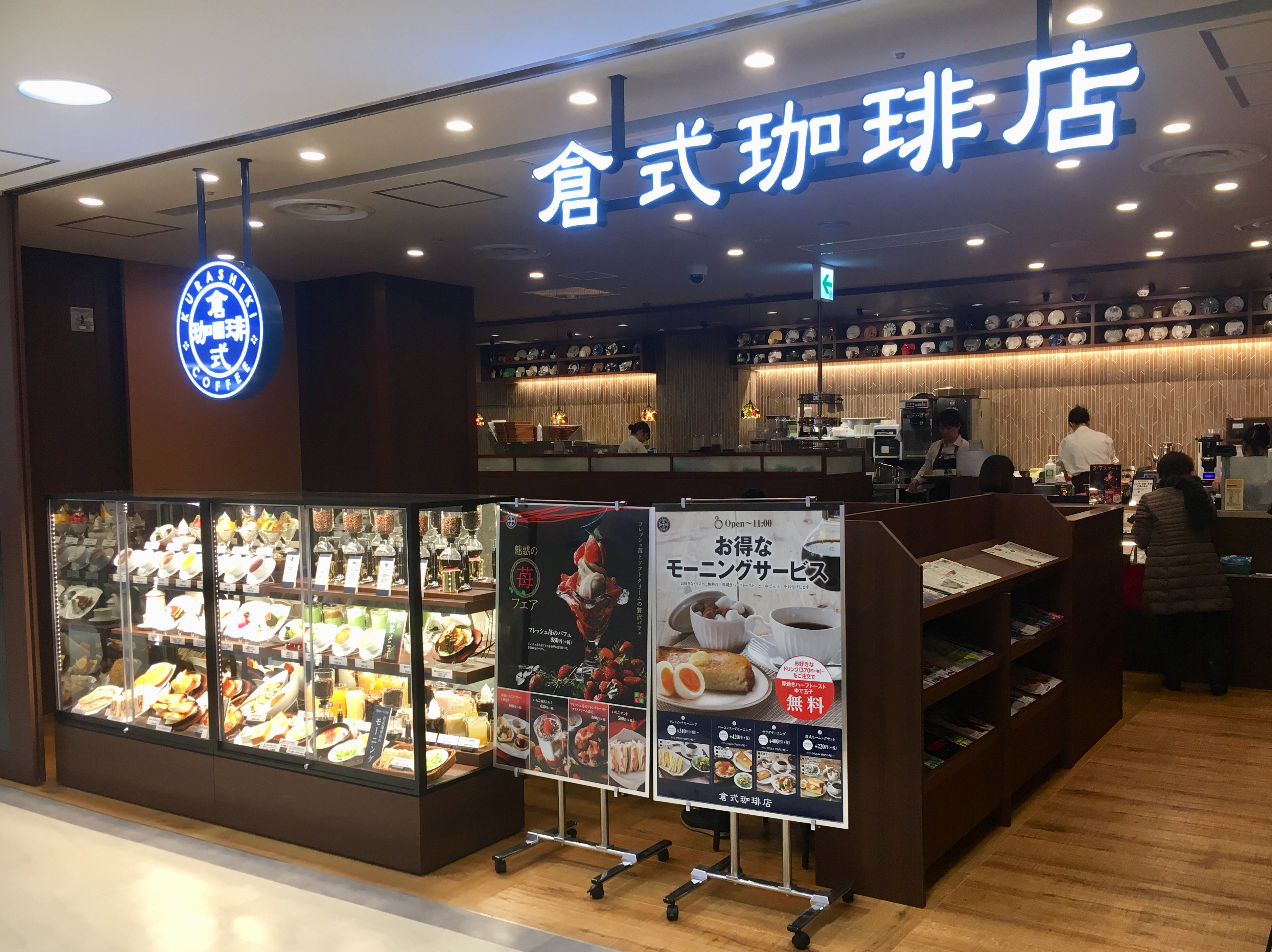
倉式珈琲店（2019年2月19日撮影）

4階
レストラン※、専門店街（靴・生活雑貨、サービステナントなど）
〈※リンガーハット、和食味処 かかし、イタリアンダイニング DONA、すし屋 銀蔵、銀座ビストロカツキ〉
3階
スターバックスコーヒー併設TSUTAYA BOOKSTORE、そうてつローゼン（衣料品・化粧品）、専門店街（ファッションテナントなど）
2階
成城石井、専門店街（ファッション・雑貨、コスメ・ドラッグストア、カフェ・ファストフード※、食料品テナントなど）
〈※ロッテリア、ケンタッキー・フライド・チキン〉
駅構内店舗（ステーションist〈イスト〉、相州蕎麦、崎陽軒、ミスタードーナツ、SWEETS BOX）
1階
そうてつローゼン 三ツ境店（食料品〈スーパーマーケット〉・日用品）、専門店街（食料品テナント※など）
〈※YOKOHAMA ブンブン〈ベーカリー〉、はまけい〈鶏惣菜〉、勝烈庵、京樽、崎陽軒、新乃尾〈おこわ・弁当・惣菜〉〉

### 相鉄三ツ境ビルB棟
3階
三ツ境カルチャーセンター（講座ルーム）、中萬学院/CGパーソナル
2階
三井住友銀行、三ツ境カルチャーセンター（受付・案内）、ニチカ調剤薬局、三ツ境ライフクリニック渡部内科、カーブス
1階
チャンスセンター（宝くじ・たばこ）、駐輪場、月極駐車場

## 営業時間
以下は各フロアの主な営業時間であるが、一部営業時間が異なる店舗も存在する。詳細は当施設公式サイト内「営業時間・施設案内」を参照。
- ショッピング（1-4F）：10:00-20:00
- レストラン（4F）：11:00-22:00
- そうてつローゼン（1F）：8:00-23:30/（3F）：9:00-21:00

## ギャラリー
A棟（メイン施設）
2018年に実施された改装工事後の様子（2019年2月19日撮影）

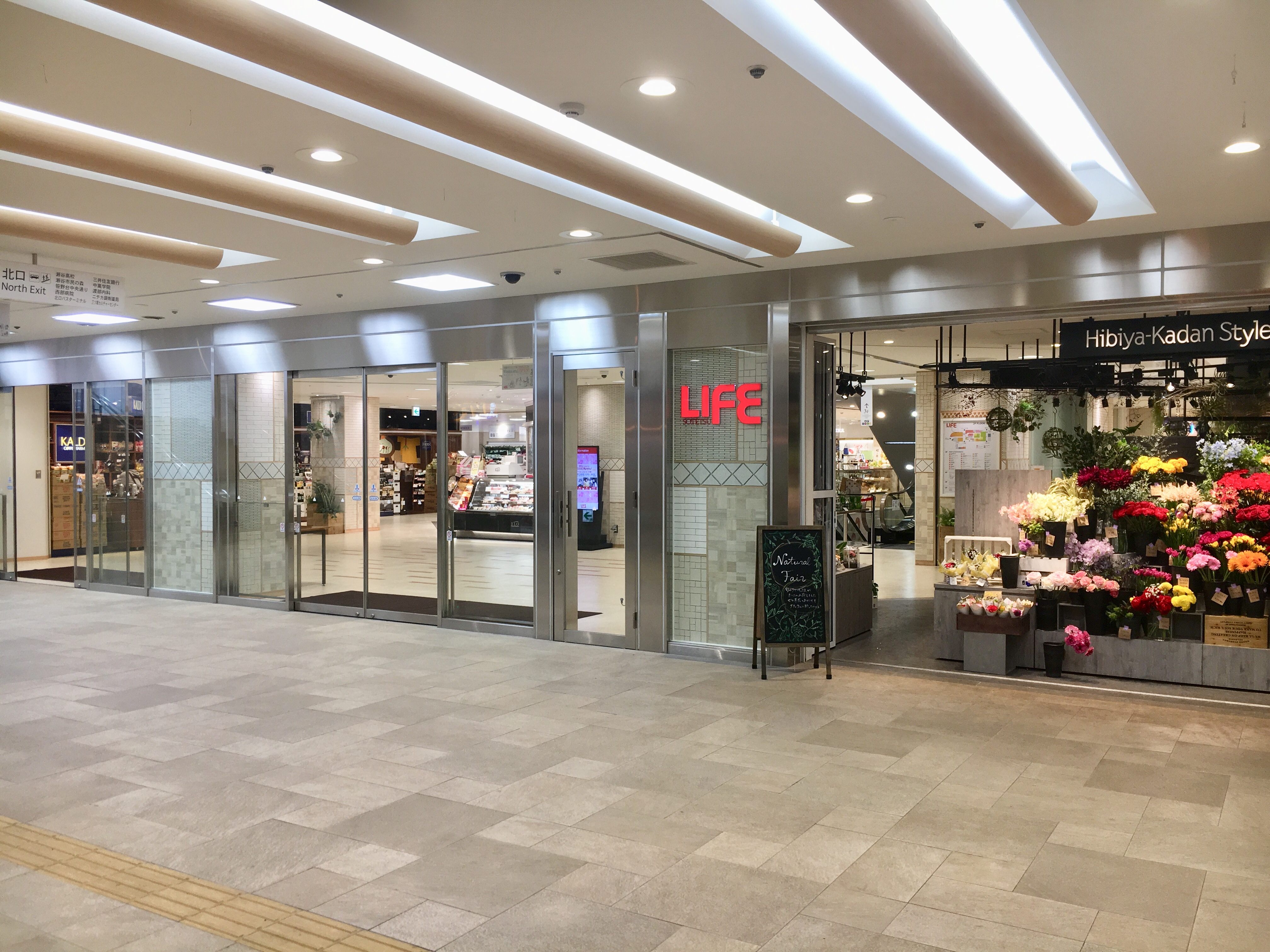
駅改札階（2階）にある入り口
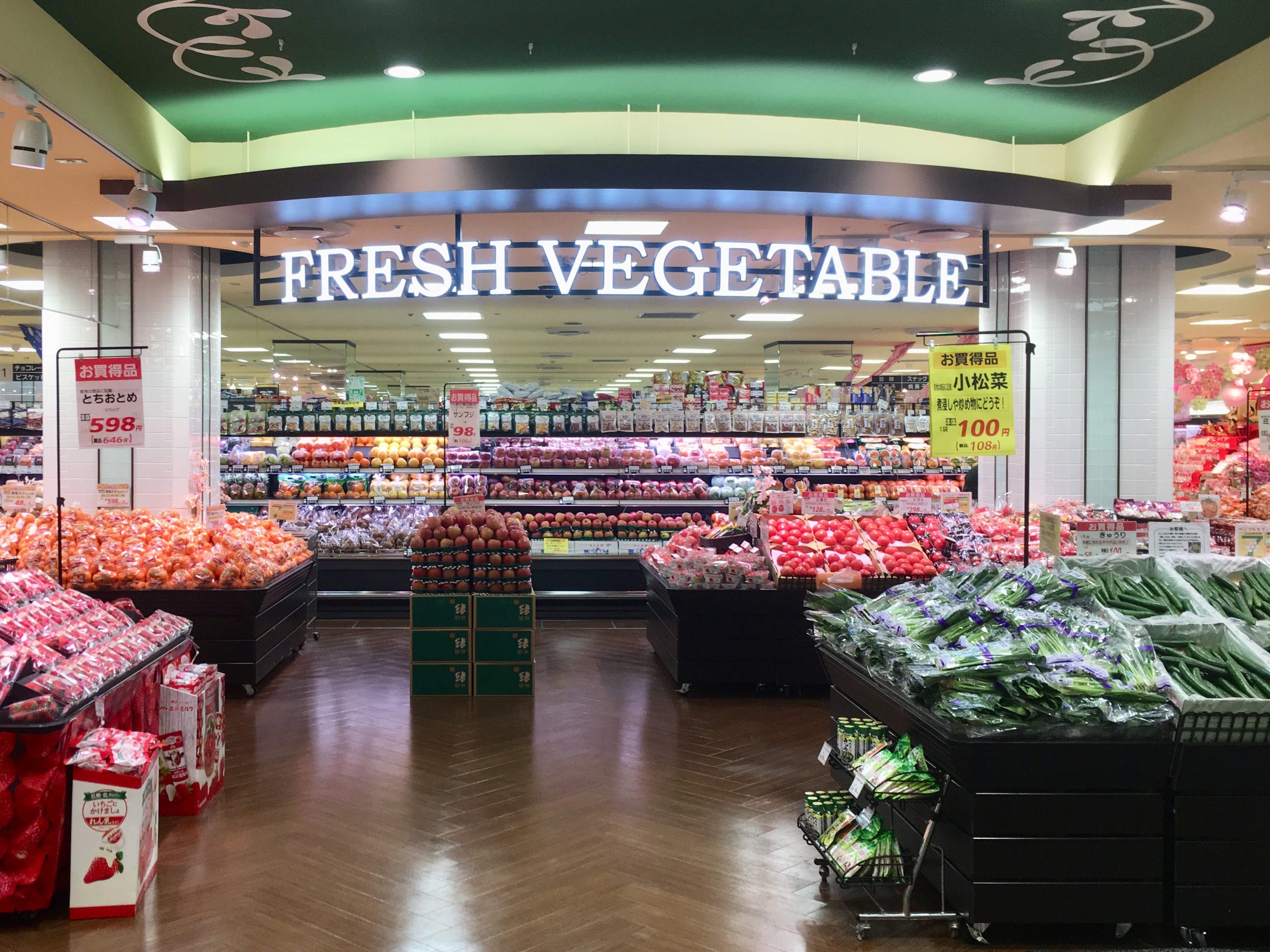
1階そうてつローゼンの青果売り場
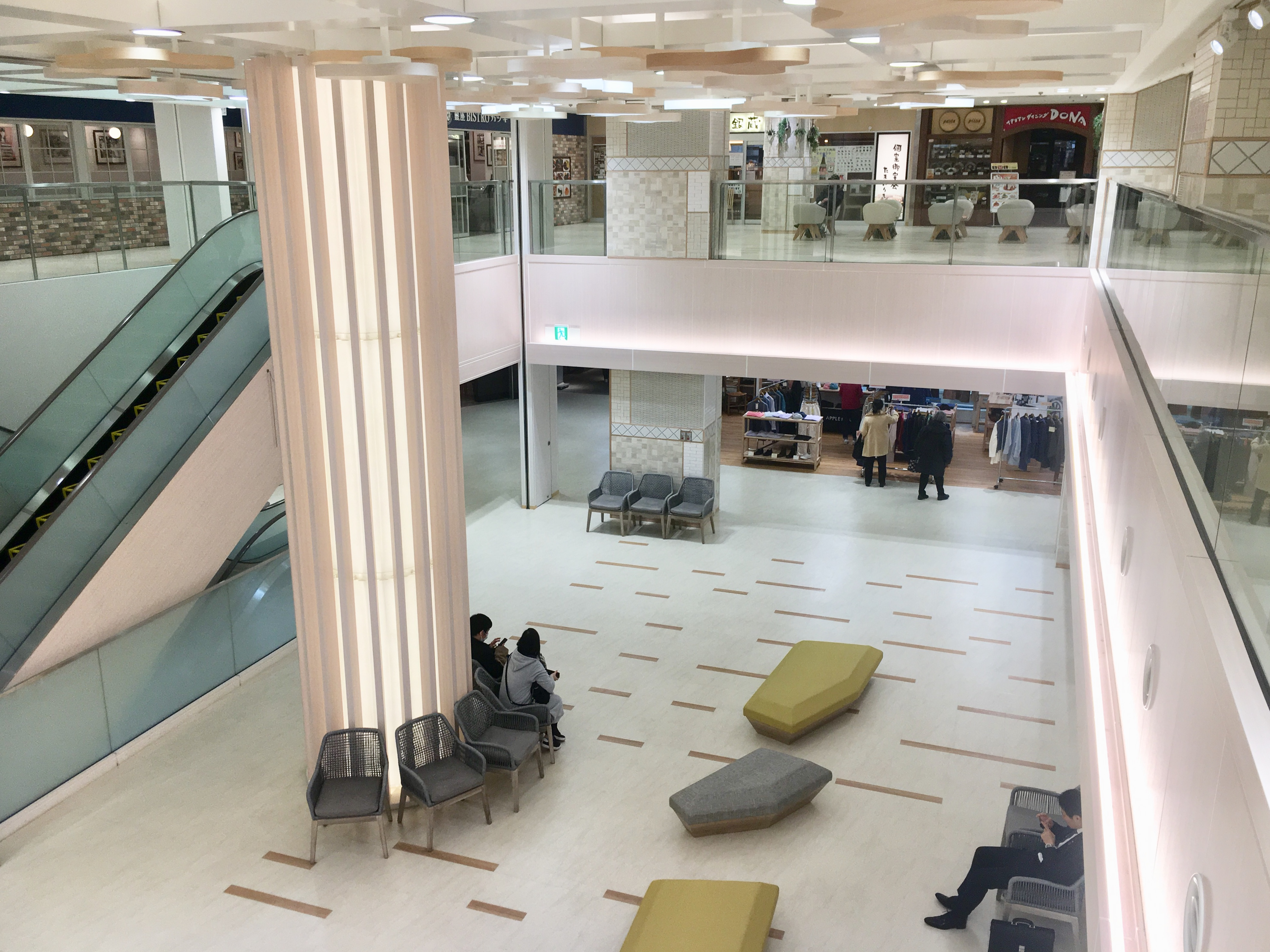
イベントなども開催される3階コミュニティスペース（3階〜4階の吹き抜け空間）
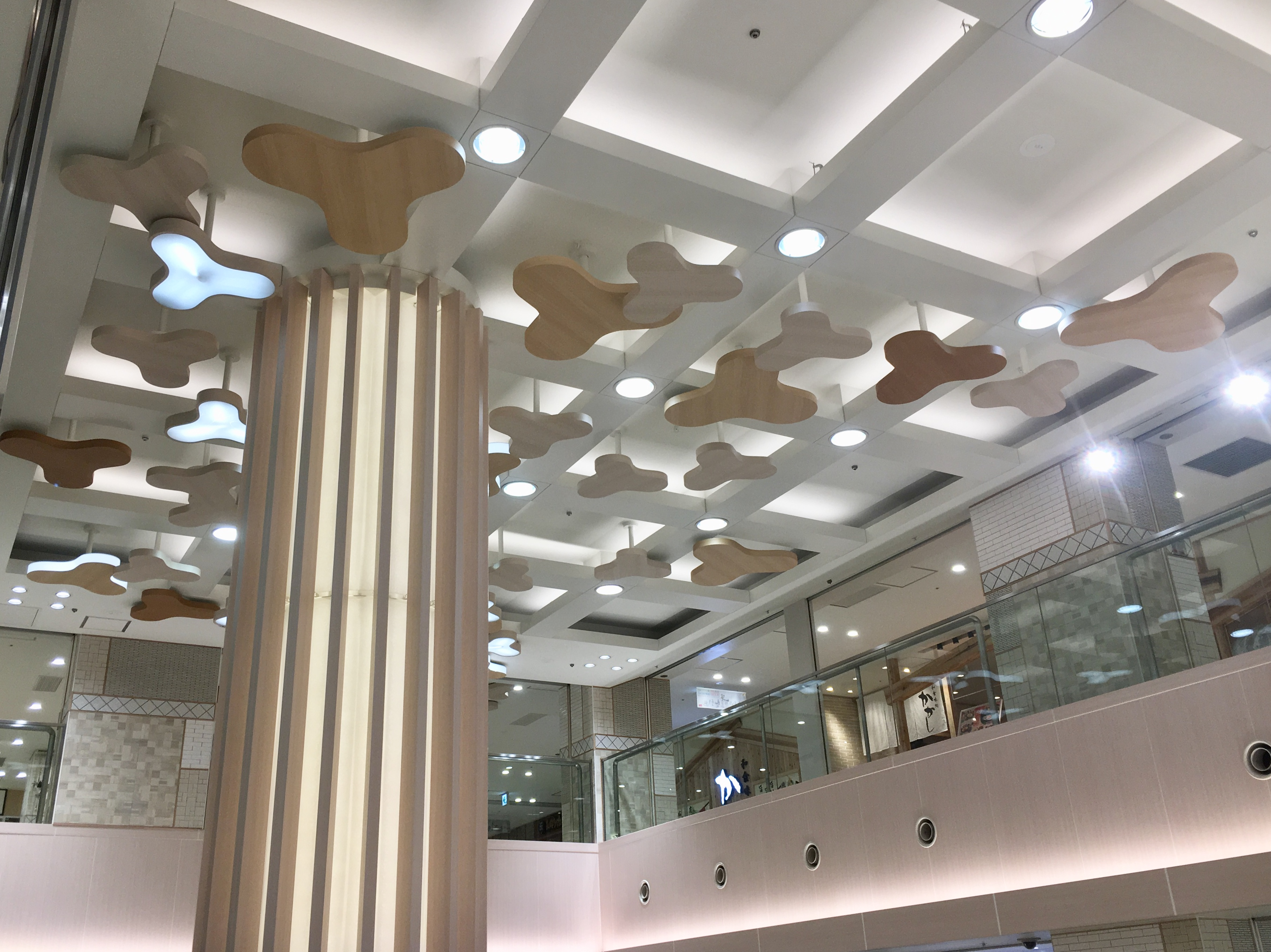
吹き抜け空間の天井に装飾されている施設のコンセプトマーク[7][注 2]
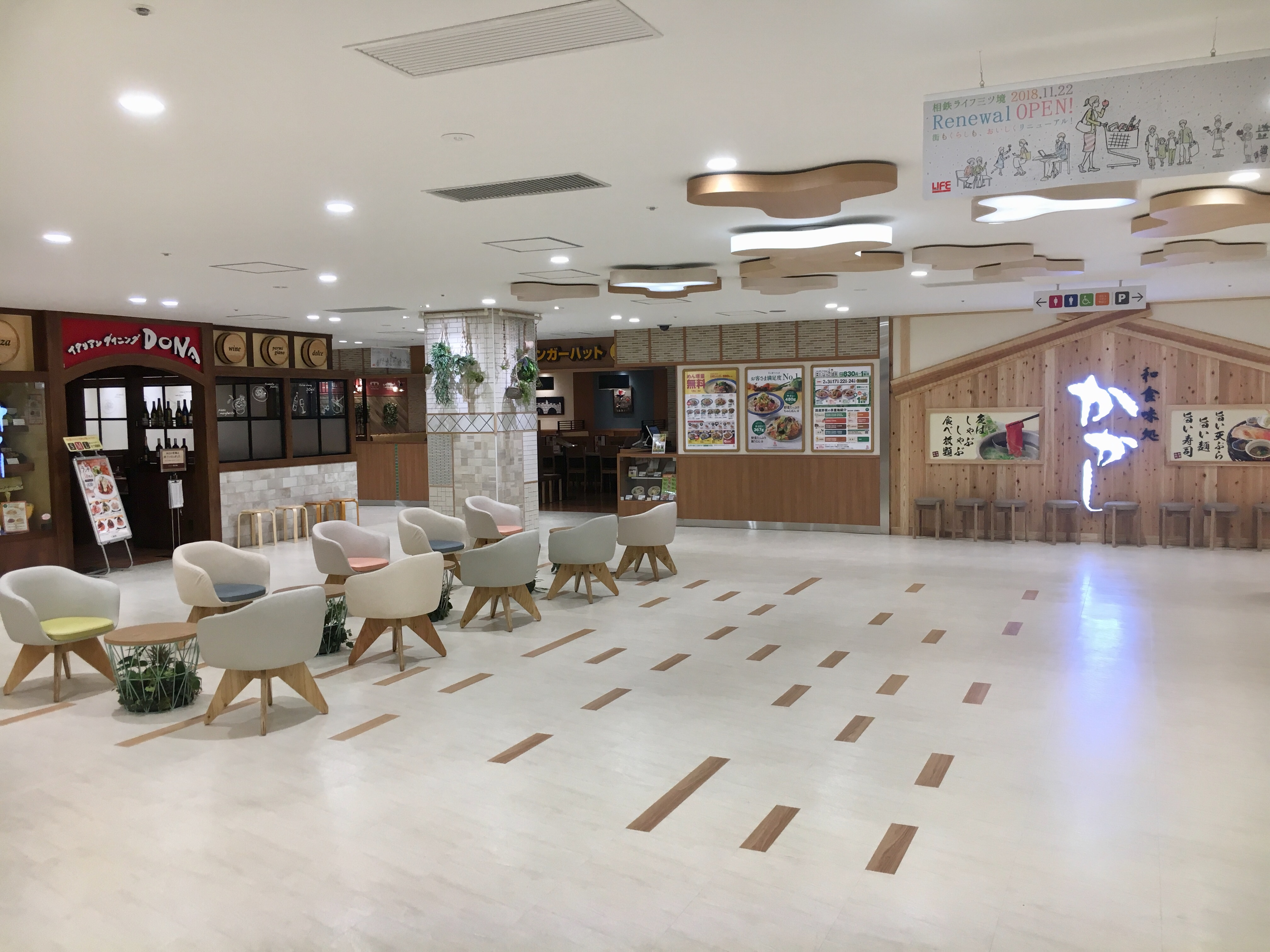
4階レストラン（飲食店）フロア

改装工事前の様子（2014年3月17日撮影）

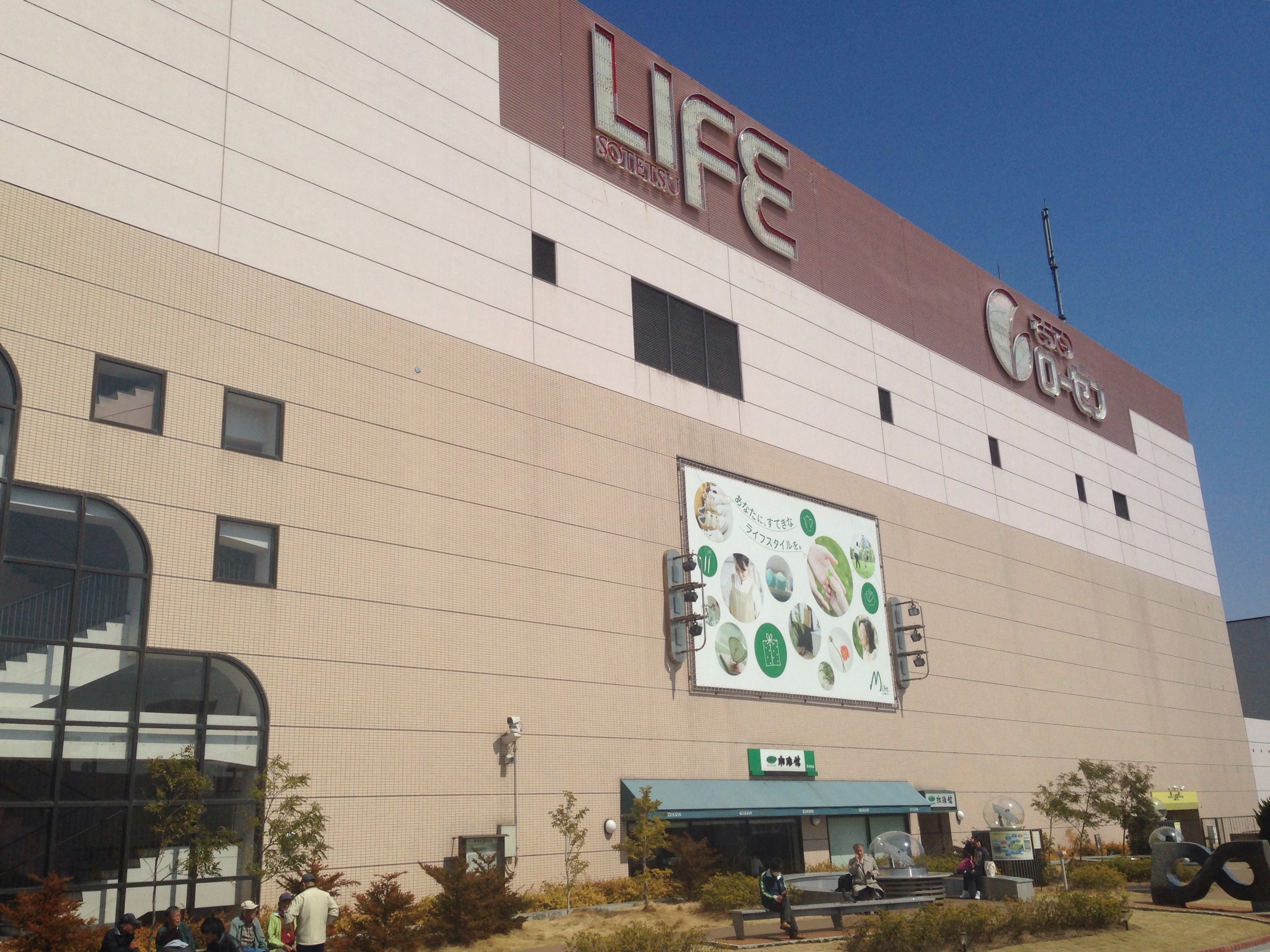
建物の外観
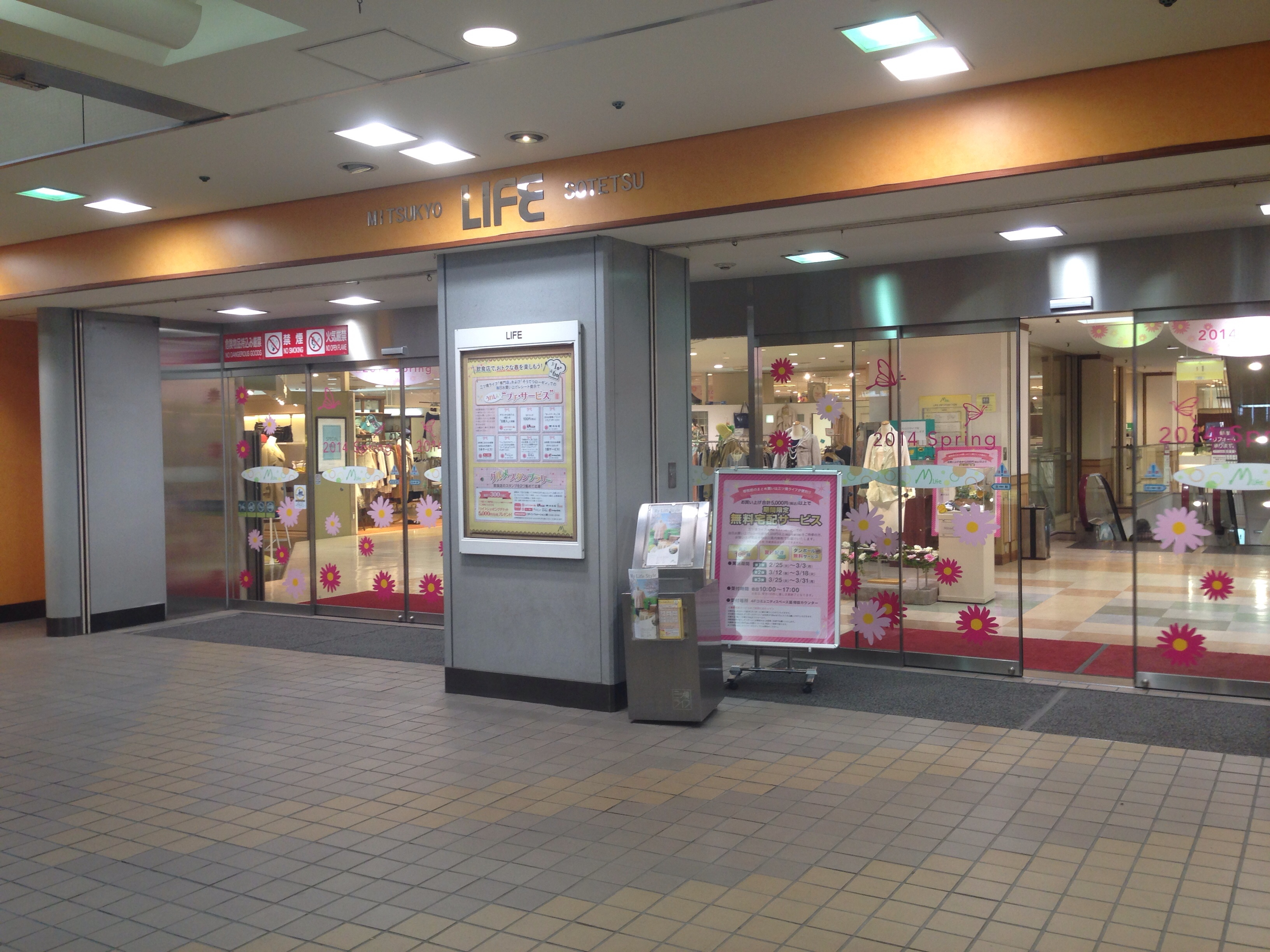
駅改札階（2階）にある入り口
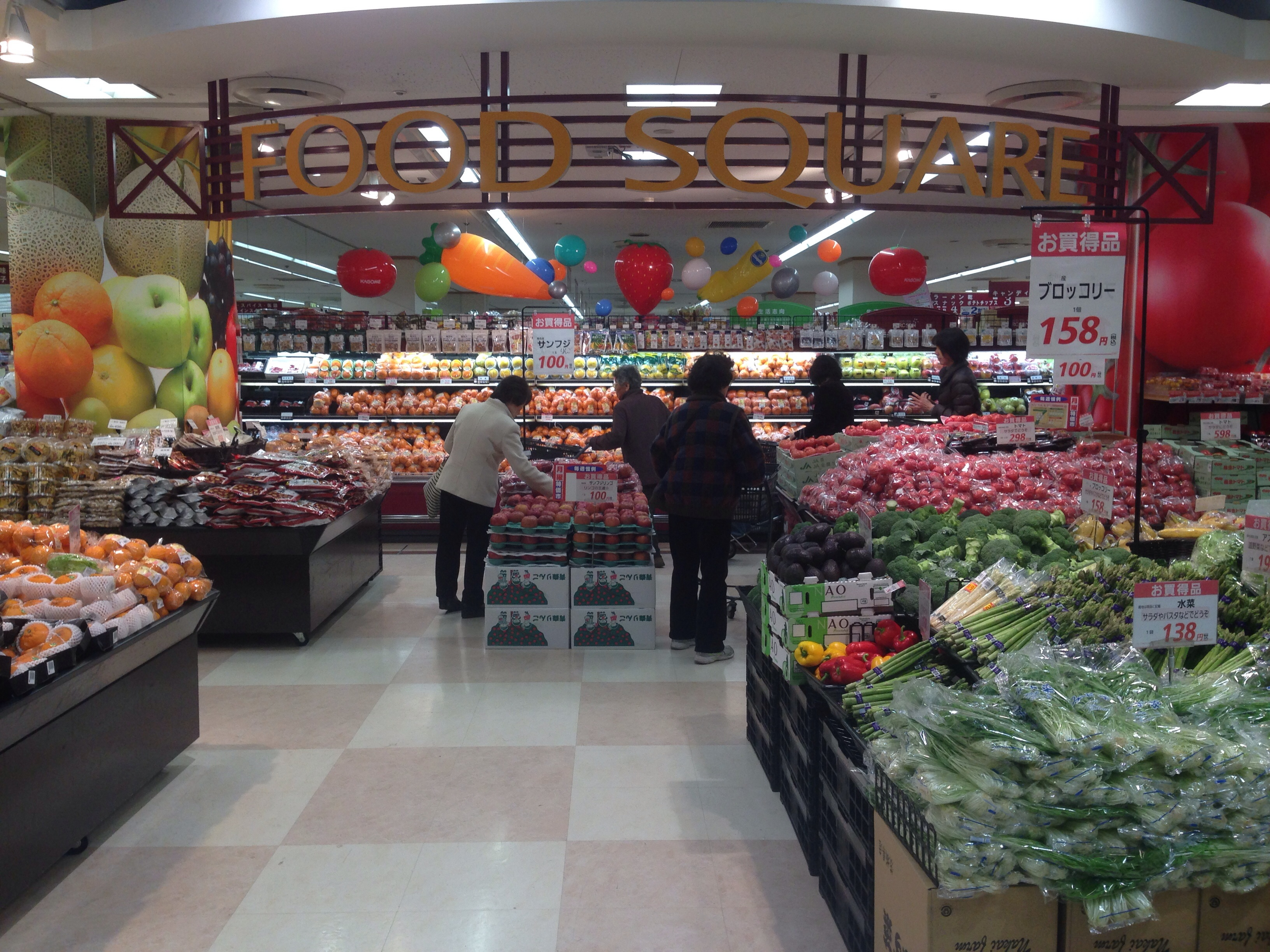
1階そうてつローゼンの青果売り場
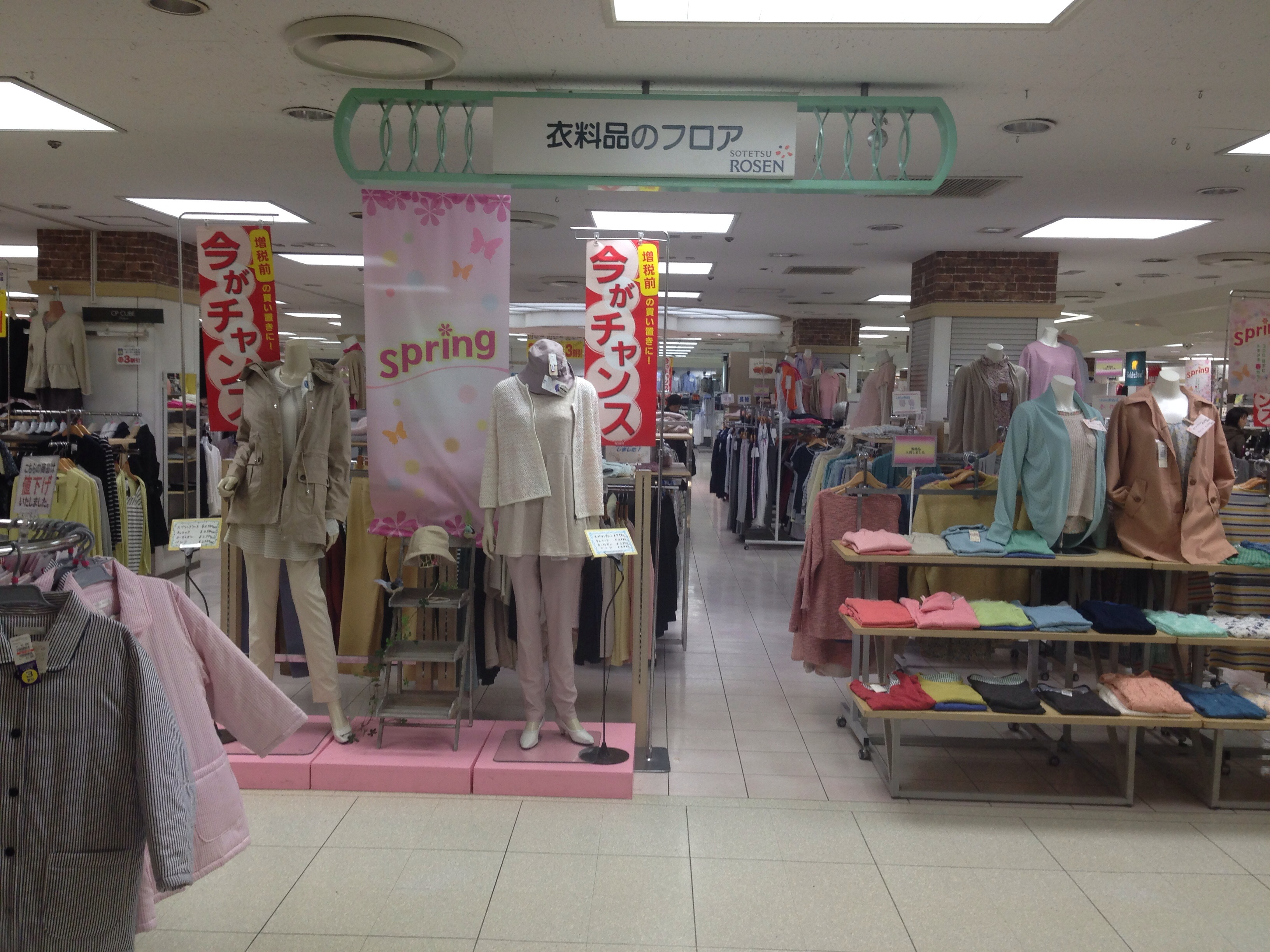
3階衣料品フロア
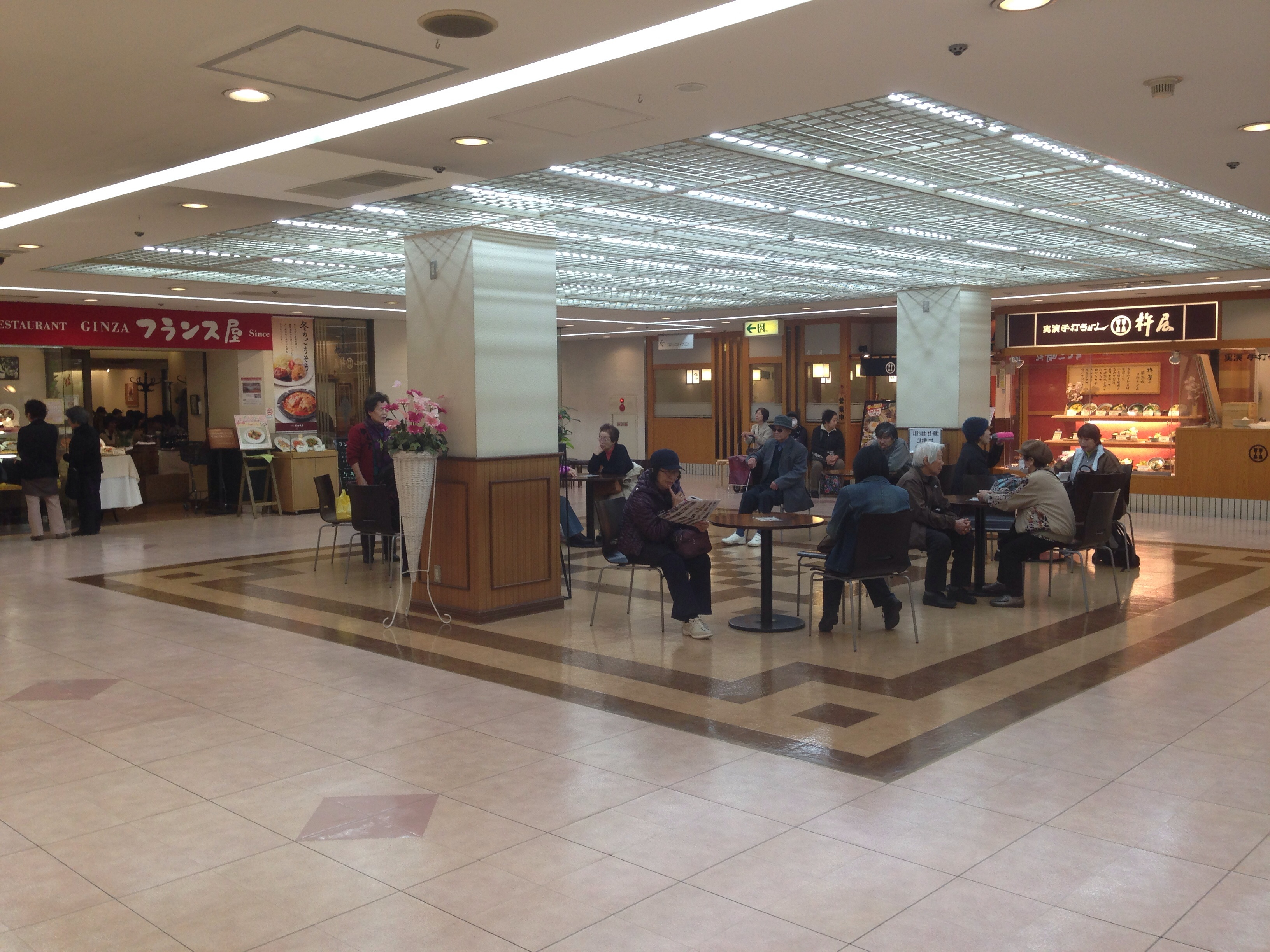
4階レストラン（飲食店）フロア

## 周辺施設
- イオンフードスタイル三ツ境店
- オーケー三ツ境店（eモール内）[9]
- 瀬谷区役所
- 瀬谷警察署